# Mistrovství České republiky v maratonu
Historie mistrovství České republiky v maratonu .
Mistrovství České republiky probíhá u mužů od roku 1970, v roce 1969 byl mistr vyhlášen podle výsledků na mistrovství ČSSR. Konalo se zatím 37× v těchto místech: Praha 15×, Otrokovice 8×, Domažlice 5×, Havlovice 2×, Pardubice 2× a 1× Děčín, Mělník, Ostrava, Prostějov, Úpice. Ženy běhají mistrovský maraton od roku 1981, při čemž 6× nebyla mistryně vyhlášena pro malou účast.

## Muži
| Rok  | Zlato                                             | Zlato   | Stříbro                                     | Stříbro | Bronz                                             | Bronz   |
| Rok  | jméno a klub                                      | čas     | jméno a klub                                | čas     | jméno a klub                                      | čas     |
| ---- | ------------------------------------------------- | ------- | ------------------------------------------- | ------- | ------------------------------------------------- | ------- |
| 1975 | Jiří Stehlík                                      | 2:16:29 | Ondřej Zeleňanský                           | 2:17:44 |                                                   |         |
| 1979 | Jaroslav Kocourek                                 | 2:18:27 |                                             |         |                                                   |         |
| 1982 | Stanislav Tománek                                 | 2:17:57 |                                             |         |                                                   |         |
| 1993 | Rudolf Jun                                        | 2:19:19 |                                             |         |                                                   |         |
| 1998 | Pavel Kryška                                      | 2:17:13 | Jan Bláha                                   | 2:18:44 | Peter Klimeš                                      | 2:19:20 |
| 1999 | Pavel Kryška                                      | 2:19:19 | Karel David                                 | 2:25:03 | Jan Bláha                                         | 2:28:06 |
| 2000 | Jan Bláha                                         | 2:18:43 | Peter Klimeš                                | 2:19:53 | Pavel Kryška                                      | 2:20:33 |
| 2001 | Jan Bláha                                         | 2:15:54 | Pavel Novák                                 | 2:17:11 | Petr Klimeš                                       | 2:21:11 |
| 2002 | Jiří Wallenfels (Sokol Královské Vinohrady Praha) | 2:25:52 | František Karlík (AK Most)                  | 2:28:43 | Petr Havelka (AC Sparta Praha)                    | 2:29:48 |
| 2003 | Jan Bláha (Sokol České Budějovice)                | 2:22:21 | Pavel Kryška (TJ ČZU Praha)                 | 2:24:52 | Jiří Wallenfels (Sokol Královské Vinohrady Praha) | 2:29:47 |
| 2004 | Róbert Štefko (AK Kroměříž)                       | 2:12:35 | Mulugeta Serbessa (PSK Olymp Praha)         | 2:18:01 | Pavel Novák (Atletika Jihlava)                    | 2:18:48 |
| 2005 | Jan Bláha (Sokol České Budějovice)                | 2:17:59 | Jiří Žák (TJ Nové Město na Moravě)          | 2:28:07 | Jiří Wallenfels (Sokol Královské Vinohrady Praha) | 2:30:50 |
| 2006 | Pavel Faschingbauer (AK Kroměříž)                 | 2:17:13 | Pavel Novák (Atletika Jihlava)              | 2:18:21 | Jan Bláha (Sokol České Budějovice)                | 2:24:56 |
| 2007 | Pavel Faschingbauer (AK Kroměříž)                 | 2:18:55 | Pavel Novák (Atletika Jihlava)              | 2:23:38 | Leoš Pelouch (SK Chotěboř)                        | 2:26:25 |
| 2008 | Róbert Štefko (AK Kroměříž)                       | 2:23:53 | Petr Havelka (TJ Vodní stavby Tábor)        | 2:28:19 | Daniel Orálek (AC Moravská Slavia Brno)           | 2:29:19 |
| 2009 | Mulugeta Serbessa (Sokol České Budějovice)        | 2:27:16 | Petr Pechek (Maratonstav Úpice)             | 2:27:53 | Róbert Štefko (Kroměříž)                          | 2:28:02 |
| 2010 | Petr Pechek (Maratonstav Úpice)                   | 2:22:18 | Mulugeta Serbessa (BAK Bechyně)             | 2:22:47 | Pavel Novák (Ivan Svědík running team, o.s.)      | 2:25:38 |
| 2011 | Petr Pechek (Maratonstav Úpice)                   | 2:18:28 | Robert Krupička (TJ Jiskra Ústí nad Orlicí  | 2:20:02 | Mulugeta Serbessa (BAK Bechyně)                   | 2:25:30 |
| 2012 | Jan Kreisinger (AK Kroměříž)                      | 2:16:26 | Petr Pechek (TJ Maratonstav Úpice)          | 2:18:51 | Robert Krupička (TJ Jiskra Ústí nad Orlicí)       | 2:18:52 |
| 2013 | Jiří Homoláč (AK Kroměříž)                        | 2:21:37 | Petr Pechek (Maratonstav Úpice)             | 2:24:32 | Mulugeta Serbessa (AK Bechyně)                    | 2:24:52 |
| 2014 | Petr Pechek (TJ Maratonstav Úpice)                | 2:21:41 | Vít Pavlišta (AC Slovan Liberec)            | 2:21:49 | Jiří Homoláč (AK Kroměříž)                        | 2:22:12 |
| 2015 | Vít Pavlišta (AC Slovan Liberec)                  | 2:17:51 | Jiří Homoláč (AK Kroměříž)                  | 2:19:37 | Petr Pechek (TJ Maratonstav Úpice)                | 2:22:42 |
| 2016 | Petr Pechek (TJ Maratonstav Úpice)                | 2:22:14 | Robert Krupička (TJ Jiskra Ústí nad Orlicí) | 2:24:56 | Pavel Dymák (Hvězda Pardubice)                    | 2:28:03 |
| 2017 | Petr Pechek (TJ Maratonstav Úpice)                | 2:21:22 | Vít Pavlišta (AC Slovan Liberec)            | 2:23:32 | Jan Kohut (Elite Sport Boskovice)                 | 2:27:36 |
| 2018 | Jiří Homoláč (VSK Univerzita Brno)                | 2:20.09 | Vít Pavlišta (AC Slovan Liberec)            | 2:20:30 | Petr Pechek (TJ Maratonstav Úpice)                | 2:22:25 |
| 2019 | Vít Pavlišta (AC Slovan Liberec)                  | 2:16:30 | Jiří Homoláč (VSK Univerzita Brno)          | 2:21:23 | Petr Pechek (TJ Maratonstav Úpice)                | 2:22:21 |
| 2020 | Zrušeno                                           | Zrušeno | Zrušeno                                     | Zrušeno | Zrušeno                                           | Zrušeno |
| 2021 | Vít Pavlišta (AC Slovan Liberec)                  | 2:18:28 | Jiří Homoláč (VSK Univerzita Brno)          | 2:19:09 | Jan Kohut (Elite Sport Boskovice)                 | 2:21:13 |
| 2022 | Jiří Homoláč (VSK Univerzita Brno)                | 2:18:44 | Petr Pechek (TJ Maratonstav Úpice)          | 2:21:09 | Ondřej Fejfar (AK Kroměříž)                       | 2:23:27 |
| 2023 | Vít Pavlišta (AC Slovan Liberec)                  | 2:19:14 | Ondřej Fejfar (AK Kroměříž)                 | 2:19:54 | Yann Havlena (VSK Univerzita Brno)                | 2:20:23 |
| 2024 | Martin Edlman (ASK Slavia Praha)                  | 2:22:19 | Patrik Vebr (AK Škoda Plzeň)                | 2:24:33 | Tomáš Edlman (ASK Slavia Praha)                   | 2:24:34 |

### Počet titulů
Aktuální k 11. lednu 2025.
- Jan Bláha, Petr Pechek 5×
- Vít Pavlišta 4×
- Jiří Čivrný, Jiří Homoláč 3×
- Pavel Faschingbauer, Pavel Kryška, Ondřej Němec, Josef Podmolík, Stanislav Tománek 2×
- Pavel Baběrád, Vlastimil Bien, Karel Bieringer, Petr Bukovjan, Vlastimil Bukovjan, Karel Cviček, Martin Edlman, Václav Chudomel, Peter Klimeš, Jaroslav Kocourek, Jan Kreisinger, Václav Mládek, Alexandr Neuwirth, Petr Novák, Václav Ožana, Tomáš Rusek, Mulugeta Serbessa, Karel Skřička, Jiří Stehlík, Josef Svoboda, Róbert Štefko, Petr Veselý, Jiří Wallenfels, Ondřej Zeleňanský 1×

### Počet medailí
Aktuální k 11. lednu 2025.
- Petr Pechek 12×
- Jan Bláha, Jiří Čivrný, Jiří Homoláč, Vít Pavlišta 7×
- Alexandr Neuwirth 6×
- Pavel Kryška, Pavel Novák, František Pechek, Mulugeta Serbessa 5×
- Peter Klimeš 4×
- Karel Bieringer, Václav Chudomel, Jiří Wallenfels, Ondrej Zeleňanský 3×
- Vlastimil Bien, Pavel Broum, Petr Bukovjan, Vlastimil Bukovjan, Pavel Faschingbauer, Ondřej Fejfar, Václav Filip, Radek Ječmínek, Luděk Kocián, Jaroslav Kocourek, Jan Kohut, Vladimír Koudelka, Milan Machalický, Ondřej Němec, Václav Ožana, Josef Podmolík, Jiří Stehlík, Stanislav Tománek 2×
- Pavel Baběrád, Vladimír Balšánek, Václav Bulva, Karel Cviček, Karel David, Martin Edlman, Tomáš Edlman, Petr Havelka, Yann Havlena, Drahoslav Hošek, Josef Jedlička, Jiří Jelínek, Rudolf Jun, František Karlík, Jiří Konop, Milan Krajč, Jan Kreisinger, Jiří Lenča, Pavel Lichnovský, Václav Mládek, Karel Nečas, Jan Nechvátal, Petr Novák, Václav Pařík, Vladimír Pechek, Leoš Pelouch, Josef Povrazník, Tomáš Rusek, Karel Skřička, Zdeněk Slanař, Jan Suchý, Vlastimil Šroubek, Róbert Štefko, Vladimír Vašek, Patrik Vebr, Cees Verhoef, Jan Veselý, Jiří Žák 1×

### Deset nejlepších výkonů na mistrovství
| Čas     | Jméno               | Rok  |
| ------- | ------------------- | ---- |
| 2:12:35 | Róbert Štefko       | 2004 |
| 2:15:54 | Jan Bláha           | 2001 |
| 2:16:29 | Jiří Stehlík        | 1975 |
| 2:16:30 | Vít Pavlišta        | 2019 |
| 2:16:26 | Jan Kreisinger      | 2012 |
| 2:17:11 | Pavel Novák         | 2001 |
| 2:17:13 | Pavel Kryška        | 1998 |
| 2:17:13 | Pavel Faschingbauer | 2006 |
| 2:17:44 | Ondřej Zeleňanský   | 1975 |
| 2:17:51 | Vít Pavlišta        | 2015 |
| 2:17:57 | Stanislav Tománek   | 1982 |

## Ženy
Pozn.: Mistryně nebyla pro malou účast vyhlášena v letech 1983, 1989, 1992, 1994, 1996 a 1997.
| Rok  | Zlato                                          | Zlato   | Stříbro                                           | Stříbro | Bronz                                          | Bronz   |
| Rok  | jméno a klub                                   | čas     | jméno a klub                                      | čas     | jméno a klub                                   | čas     |
| ---- | ---------------------------------------------- | ------- | ------------------------------------------------- | ------- | ---------------------------------------------- | ------- |
| 1982 | Šárka Pechková                                 | 2:48:50 |                                                   |         |                                                |         |
| 1984 |                                                |         |                                                   |         |                                                |         |
| 1985 |                                                |         |                                                   |         |                                                |         |
| 1986 | Hana Horáková                                  | 2:38:35 |                                                   |         |                                                |         |
| 1995 | Alena Peterková                                | 2:27:00 | Monika Deverová                                   | 2:42:30 | Dana Hajná                                     | 2:44:13 |
| 1998 | Taťána Metelková                               | 2:53:00 | Karla Mališová                                    | 3:00:22 | Petra Havlová                                  | 3:06:20 |
| 1999 | Taťána Metelková                               | 2:58:05 | Pavla Loudová                                     | 2:59:07 | Ivana Martincová                               | 3:06:51 |
| 2000 | Alena Peterková                                | 2:31:08 | Ivana Martincová                                  | 2:50:05 | Taťána Metelková                               | 2:59:18 |
| 2001 | Alena Peterková                                | 2:37:07 | Ivana Martincová                                  | 2:52:39 | Petra Havlová                                  | 3:05:10 |
| 2002 | Jana Klimešová (USK Praha)                     | 2:47:24 | Milena Procházková (Sokol České Budějovice)       | 2:53:24 | Hana Haroková (ACP Junior Praha)               | 2:56:02 |
| 2003 | Ivana Martincová (AK Moravská Slavia Brno)     | 2:50:42 | Radka Churáňová (Single Team Praha)               | 2:53:55 | Milena Procházková (Sokol České Budějovice)    | 3:02:32 |
| 2004 | Radka Churáňová (Single Team Praha)            | 2:45:29 | Ivana Martincová (AK Moravská Slavia Brno)        | 2:50:45 | Jana Klimešová (USK Praha)                     | 2:53:12 |
| 2005 | Ivana Martincová (AK Moravská Slavia Brno)     | 2:58:00 | Radka Churáňová (Single Team Praha)               | 3:04:00 | Monika Doleželová (AC Česká Lípa)              | 3:05:12 |
| 2006 | Ivana Martincová (AK Moravská Slavia Brno)     | 2:51:50 | Radka Churáňová (Single Team Praha)               | 3:01:03 | Anna Báčová (TJ Svitavy)                       | 3:07:42 |
| 2007 | Veronika Brychcínová (VSK FTVS Praha)          | 2:40:50 | Petra Havlová (PSK Olymp Praha)                   | 3:05:44 | Anna Báčová (TJ Svitavy)                       | 3:06:10 |
| 2008 | Ivana Martincová (AK Moravská Slavia Brno)     | 2:53:01 | Petra Krejčová (Sokol České Budějovice)           | 3:09:36 | Marie Dostálová (AK Kroměříž)                  | 3:11:04 |
| 2009 | Ivana Martincová (AK Moravská Slavia Brno)     | 2:55:31 | Lenka Šibravová (Hvězda SKP Pardubice)            | 2:56:24 | Jana Lelut (PSK Olymp Praha)                   | 2:56:35 |
| 2010 | Radka Churáňová (TJ Lokomotiva Trutnov)        | 2:59:24 | Ivana Martincová (AK Moravská Slavia Brno)        | 3:03:23 | Simona Koščová (SK Kotlářka Praha)             | 3:04:15 |
| 2011 | Radka Churáňová (TJ Lokomotiva Trutnov)        | 2:53:12 | Lenka Šibravová (Hvězda SKP Pardubice)            | 2:58:05 | Michaela Dimitriadu (Sportovní chůze Praha)    | 3:04:42 |
| 2012 | Petra Pastorová (Maraton klub SEITL Ostrava)   | 2:39:42 | Radka Churáňová (TJ Lokomotiva Trutnov)           | 2:55:22 | Michaela Mertová (ČTBK ISCAREX Č. Třebová)     | 2:57:21 |
| 2013 | Petra Pastorová (Maraton klub SEITL Ostrava)   | 2:36:44 | Radka Churáňová (TJ Lokomotiva Trutnov)           | 2:53:05 | Šárka Macháčová (Sportovní klub X-AIR Ostrava) | 2:53:19 |
| 2014 | Kateřina Kriegelová (ASK Elna Počerady)        | 2:51:07 | Petra Kamínková                                   | 2:53:51 | Daniela Havránková (PSK Olymp Praha)           | 2:58:43 |
| 2015 | Šárka Macháčová (Sportovní klub X-AIR Ostrava) | 2:51:01 | Tereza Zuzánková (A. C. TEPO Kladno)              | 2:55:26 | Radka Churáňová (TJ Lokomotiva Trutnov)        | 2:57:53 |
| 2016 | Eva Vrabcová Nývltová (AK Olymp Brno)          | 2:30:10 | Ivana Sekyrová (AK Sokolov)                       | 2:51:24 | Radka Churáňová (TJ Lokomotiva Trutnov)        | 2:54:18 |
| 2017 | Petra Pastorová (Maraton klub SEITL Ostrava)   | 2:46:34 | Radka Churáňová (TJ Lokomotiva Trutnov)           | 2:48:09 | Tereza Ďurdiaková (AK Olymp Brno)              | 2:48:59 |
| 2018 | Petra Pastorová (Maraton klub SEITL Ostrava)   | 2:48:40 | Marcela Joglová (VSK FTVS Praha)                  | 2:49:17 | Ivana Sekyrová (AK Sokolov)                    | 2:49:51 |
| 2019 | Petra Pastorová (Maraton klub SEITL Ostrava)   | 2:42:23 | Tereza Ďurdiaková (AK Olymp Brno)                 | 2:47:17 | Barbora Jíšová (USK Praha)                     | 2:48:10 |
| 2020 | Zrušeno                                        | Zrušeno | Zrušeno                                           | Zrušeno | Zrušeno                                        | Zrušeno |
| 2021 | Eva Vrabcová Nývltová (PSK Olymp Praha)        | 2:27:07 | Moira Stewartová (Spartak Praha 4)                | 2:29:28 | Magdalena Horká (2BWINNER TEAM)                | 2:42:30 |
| 2022 | Marcela Joglová (HERE TO WIN)                  | 2:39:23 | Barbora Macurová (2BWINNER TEAM)                  | 2:45:48 | Petra Pastorová (Maraton klub SEITL Ostrava)   | 2:46:33 |
| 2023 | Moira Stewartová (Team Rohlík.cz)              | 2:31:54 | Barbora Macurová (TEAM Generali Česká Pojišťovna) | 2:35:25 | Eva Filipiová (AK Olymp Brno)                  | 2:43:50 |
| 2024 | Petra Pastorová (Maraton klub SEITL Ostrava)   | 2:47:03 | Eva Filipiová (AK Olymp Brno)                     | 2:49:35 | Barbora Jíšová (USK Praha)                     | 2:49:40 |

### Počet titulů
Aktuální k 11. lednu 2025.
- Petra Pastorová 6×
- Ivana Martincová 5×
- Radka Churáňová, Alena Peterková, Vlasta Rulcová 3×
- Taťána Metelková, Eva Vrabcová Nývltová 2×
- Veronika Brychcínová, Hana Horáková, Marcela Joglová, Dana Kelnarová, Jana Klimešová, Kateřina Kriegelová, Šárka Macháčová, Šárka Pechková, Markéta Pokorná, Moira Stewartová, Vlaja Vaňkátová 1×

### Počet medailí
Aktuální k 11. lednu 2025.
- Radka Churáňová 11×
- Ivana Martincová 10×
- Petra Pastorová 7×
- Vlastu Rulcová 4×
- Petra Havlová, Tatáňa Metelková, Alena Peterková, Markéta Pokorná 3×
- Anna Báčová, Tereza Ďurdiaková, Eva Filipiová, Hana Horáková, Barbora Jíšová, Marcela Joglová, Dana Kelnarová, Jana Klimešová, Barbora Macurová, Šárka Macháčová, Milena Procházková, Ivana Sekyrová, Moira Stewartová, Lenka Šibravová, Eva Vrabcová Nývltová 2×
- Veronika Brychcínová, Helena Bidmonová, Blanka Buřilová, Alice Čermáková, Monika Deverová, Michaela Dimitriadu, Monika Doleželová, Marie Dostálová, Dana Hajná, Hana Haroková, Daniela Havránková, Magdalena Horká, Markéta Houšková, Anežka Janečková, Petra Kamínková, Karla Kolenovská, Simona Koščová, Petra Krejčová, Kateřina Kriegelová, Jana Lelut, Pavla Loudová, Karla Mališová, Michaela Mertová, Eva Novotná, Šárka Pechková, Věnceslava Pokorná, Pavla Svobodová, Jarmila Urbanová, Valja Vaňkátová, Věra Vašutová, Eva Vergrinerová, Jana Zárubová, Tereza Zuzánková 1×

### Deset nejlepších výkonů na mistrovství
| Čas     | Jméno                 | Rok  |
| ------- | --------------------- | ---- |
| 2:27:00 | Alena Peterková       | 1995 |
| 2:27:07 | Eva Vrabcová Nývltová | 2021 |
| 2:29:28 | Moira Stewartová      | 2021 |
| 2:30:10 | Eva Vrabcová Nývltová | 2016 |
| 2:31:08 | Alena Peterková       | 2000 |
| 2:31:54 | Moira Stewartová      | 2023 |
| 2:36:44 | Petra Pastorová       | 2013 |
| 2:37:07 | Alena Peterková       | 2001 |
| 2:38:35 | Hana Horáková         | 1986 |
| 2:42:30 | Monika Deverová       | 1995 |